# Nicolas Roy
Nicolas „Nic” Roy (* 5. února 1997) je profesionální kanadský hokejový útočník momentálně hrající v týmu Toronto Maple Leafs v severoamerické lize NHL. Byl draftován v roce 2015 ve 4. kole jako 96. celkově týmem Carolina Hurricanes.

## Ocenění a úspěchy
- 2013 QMAAA – Top Prospect Award
- 2015 CHL – Top Prospects Game
- 2016 QMJHL – První All-Star Tým
- 2016 QMJHL – Nejlepší střelec
- 2017 QMJHL – Guy Carbonneau Trophy
- 2017 QMJHL – První All-Star Tým

## Prvenství
- Debut v NHL – 7. dubna 2018 (Carolina Hurricanes proti Tampa Bay Lightning)
- První gól v NHL – 27. října 2019 (Vegas Golden Knights proti Anaheim Ducks, americkému brankáři John Gibson)
- První asistence v NHL – 10. listopadu 2019 (Vegas Golden Knights proti Detroit Red Wings)

## Klubová statistika
| Sezóna       | Klub                  | Soutěž       |     | Základní část | Základní část | Základní část | Základní část | Základní část |    | Play off | Play off | Play off | Play off | Play off |
| Sezóna       | Klub                  | Soutěž       | Z   | G             | A             | B             | TM            | Z             | G  | A        | B        | TM       |          |          |
| 2013–14      | Chicoutimi Saguenéens | QMJHL        | 63  | 16            | 25            | 41            | 19            | 4             | 0  | 2        | 2        | 8        |          |          |
| 2014–15      | Chicoutimi Saguenéens | QMJHL        | 68  | 16            | 34            | 50            | 40            | 5             | 2  | 3        | 5        | 8        |          |          |
| 2015–16      | Chicoutimi Saguenéens | QMJHL        | 63  | 48            | 42            | 90            | 71            | 6             | 3  | 4        | 7        | 16       |          |          |
| 2015–16      | Charlotte Checkers    | AHL          | 2   | 0             | 0             | 0             | 4             | —             | —  | —        | —        | —        |          |          |
| 2016–17      | Chicoutimi Saguenéens | QMJHL        | 53  | 36            | 44            | 80            | 46            | 17            | 8  | 13       | 21       | 14       |          |          |
| 2017–18      | Charlotte Checkers    | AHL          | 70  | 11            | 27            | 38            | 37            | 8             | 0  | 3        | 3        | 2        |          |          |
| 2017–18      | Carolina Hurricanes   | NHL          | 1   | 0             | 0             | 0             | 0             | —             | —  | —        | —        | —        |          |          |
| 2018–19      | Charlotte Checkers    | AHL          | 69  | 17            | 19            | 36            | 28            | 19            | 6  | 9        | 15       | 14       |          |          |
| 2018–19      | Carolina Hurricanes   | NHL          | 6   | 0             | 0             | 0             | 2             | —             | —  | —        | —        | —        |          |          |
| 2019–20      | Chicago Wolves        | AHL          | 27  | 7             | 15            | 22            | 10            | —             | —  | —        | —        | —        |          |          |
| 2019–20      | Vegas Golden Knights  | NHL          | 28  | 5             | 5             | 10            | 8             | 20            | 1  | 7        | 8        | 6        |          |          |
| 2020–21      | Vegas Golden Knights  | NHL          | 50  | 6             | 9             | 15            | 14            | 19            | 4  | 5        | 9        | 8        |          |          |
| 2021–22      | Vegas Golden Knights  | NHL          | 78  | 15            | 24            | 39            | 51            | —             | —  | —        | —        | —        |          |          |
| 2022–23      | Vegas Golden Knights  | NHL          | 65  | 14            | 16            | 30            | 24            | 22            | 3  | 8        | 11       | 20       |          |          |
| 2023–24      | Vegas Golden Knights  | NHL          | 70  | 13            | 28            | 41            | 29            | 7             | 0  | 0        | 0        | 4        |          |          |
| 2024–25      | Vegas Golden Knights  | NHL          | 71  | 15            | 16            | 31            | 43            | 11            | 2  | 2        | 4        | 21       |          |          |
| Celkem v NHL | Celkem v NHL          | Celkem v NHL | 369 | 68            | 98            | 166           | 171           | 79            | 10 | 22       | 32       | 59       |          |          |

## Reprezentace
| Rok             | Tým             | Soutěž          | Z  | G | A | B  | TM |  |
| --------------- | --------------- | --------------- | -- | - | - | -- | -- |  |
| 2014            | Kanada 18       | MIH-18          | 5  | 1 | 4 | 5  | 2  |  |
| 2015            | Kanada 18       | MS-18           | 7  | 3 | 3 | 6  | 6  |  |
| 2017            | Kanada 20       | MSJ             | 7  | 3 | 1 | 4  | 0  |  |
| 2022            | Kanada          | MS              | 10 | 1 | 4 | 5  | 10 |  |
| Junioři celkově | Junioři celkově | Junioři celkově | 19 | 7 | 8 | 15 | 8  |  |
| Senioři celkově | Senioři celkově | Senioři celkově | 10 | 1 | 4 | 5  | 10 |  |